# Schlacht von Eretria
Sybota – Potidaia – Spartolos – Stratos – Naupaktos – Plataiai – Olpai – Tanagra – Pylos – Sphakteria – Korinth – Megara – Delion – Amphipolis – Mantineia – Melos – Syrakus – Milet – Syme – Eretria – Kynossema – Abydos – Kyzikos – Ephesos – Chalkedon – Byzanz – Andros – Notion – Mytilene  – Arginusen – Aigospotamoi
Die Schlacht von Eretria war eine Seeschlacht im Peloponnesischen Krieg, die im Jahre 411 v. Chr. zwischen den Flotten Athens und Spartas ausgetragen wurde. Die Schlacht begründete die Unabhängigkeit der Insel Euboia von Athen.

## Vorgeschichte
Nachdem die Athener im Jahr 412 eine peloponnesische Flotte beim korinthischen Speiraion blockiert hatten, schickte Sparta im folgenden Jahr eine weitere Flotte von 42 Schiffen in den Saronischen Golf. Gerade als in Athen  die Auseinandersetzungen zwischen Oligarchen und Demokraten ihren Höhepunkt erreichten, fuhren diese Schiffe unter dem Kommando des Agesandridas von Epidauros um die Insel Salamis herum am Hafen Piräus vorbei. Ihr plötzliches Auftauchen sorgte in der noch durch die Katastrophe in Sizilien geschwächten Hauptstadt des Attischen Reiches für erhebliche Aufregung und beschleunigte die Rückkehr zur Demokratie. 

## Anfahrt
Als die Spartaner die Einfahrt zum Piräus verteidigt fanden, fuhren sie weiter um Kap Sounion herum nach Oropos im Nordosten Attikas. Im dortigen Hafen ankerten sie in Sichtweite der Stadt Eretria auf der Insel Euboia, die sich zum Abfall von Athen bereit erklärt hatte. Um ihre reichste Provinz besorgt, sandten die Athener ihnen sofort die im Piräus gerade verfügbaren Schiffe unter dem Kommando des Thymochares nach, die in den Hafen von Eretria einliefen, wo sie mit einigen dort bereits stationierten Trieren auf eine Stärke von insgesamt 36 Schiffen kamen. 

## Verlauf
Die Überläufer in Eretria signalisierten in der Nacht den Spartanern an der gegenüberliegenden Küste und suchten gleichzeitig die Versorgung der athenischen Mannschaften in ihrer Stadt zu verzögern. Als die Spartaner am folgenden Morgen schlachtbereit vor Eretria erschienen, waren die Athener daher mit ihren Vorbereitungen im Rückstand. Ihre nur unvollständig bemannten Schiffe fuhren größtenteils unkoordiniert in die Schlacht. Trotzdem hielten sie eine Zeit lang stand, schließlich ergriffen sie aber die Flucht. Die Spartaner verfolgten sie bis in die Stadt, die sofort die Seiten wechselte und den attischen Ruderern einen schlimmen Empfang bereitete. 22 athenische Schiffe wurden aufgebracht, die übrigen konnten zum Teil nach Chalkis entkommen.

## Folgen
Nach der Schlacht von Eretria fiel fast ganz Euboia von Athen ab, wenig später auch Chalkis, das eine Brücke über den Euripos baute, um sich stärker an Boiotien und den Peloponnesischen Bund anzuschließen. Der neu aufgestellten Flotte Euboias, die unter dem Kommando des Spartaners Epikles in den Kampf um die Seeherrschaft eingreifen sollte, war indes kein Glück beschieden, da sie Ende 411 auf dem Weg zum Hellespont am Vorgebirge Athos im Sturm unterging. Von 50 Schiffen konnten sich angeblich nur zwölf Männer retten. Euboia blieb dennoch unabhängig und entsandte 406 v. Chr. erneut ein Schiffskontingent zur Unterstützung Spartas in der Schlacht bei den Arginusen.